# Невєжа Андроник Тимофійович
Андроник Тимофійович, на прізвисько Невєжа (рос. Невѣжа — «Неук»), Андроник Тимофіїв (приб. 1548 — 29 квітня 1603, Львів) — діяч східнослов'янської культури, один із перших східнослов'янських друкарів, а також гравер, художник, інженер, ливарник. Учень та колега Івана Федорова. Майстер та керівник московської друкарні при дворі Івана Грозного (1568—1602). Засновник друкарні Олександрової слободи (1566).

## Життєпис

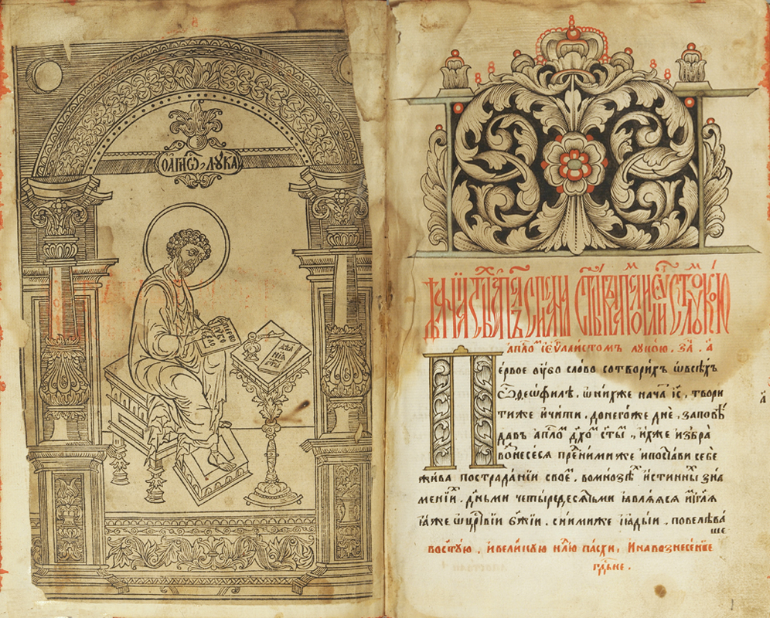
«Апостол» 1597 року, виданий Андроником Невєжею

Народився, ймовірно, у Волоколамську, де його дід, Андрій Данилович, був землевласником. Походив від стародавнього київського боярського роду. Був учнем засновників друкарства на Московії Івана Федорова та Петра Мстиславця. Приблизно через рік, як останні залишили Москву і переїхали до Львова, Андроник став майстром московської друкарні та почав видавати книги. 20 грудня 1568 була надрукована книга «Псалтырь». Згідно з післямовою книги, над нею працював як Андроник Невєжа так і Никифор Тарасієв. Андроник, скоріше, відповідав за художньо-технічне оформлення. Підготовка рукопису зайняло дев'ять місяців, з 8 березня до 20 грудня 1568 року. Книга мала шпальтову ілюстрацію. Це була єдиною книгою над якою Невежа працював разом з Никифором. Наступними друками Невежа довгі роки керував самостійно.
Після виходу «Псалтиря», робота московської друкарні припинилась через політичну ситуації у державі. Іван Грозний часто залишав Москву та перебував, разом із усім двором, в Олександровій Слободі. Саме там, у 1576, Іван Грозний запросив Андроника Невежу очолити нову друкарню. Відомо, що там знову вийшла книга «Псалтир», більш відома як «Слободський Псалтир». Вона вийшла 31 січня 1576 року та містить чимало оновлень у порівнянні з попереднім виданням. Вона має оригінальну заставку, нові композиційні рішення, нові гравюри та зображення царя Давида. Історики припускають, що під час 70-80-тих років 16-го століття у слобідській друкарні виходили і інші друки, можливо державного значення. Це припущення засновується на свідченні італійського мандрівника.
Після смерті Івана Грозного Невежа повертається в Москву і продовжує працювати керівником друкарні. Він займається усім процесом видавництва: редагуванням, оформленням, друкарство, переплетінням, тощо. У цей час Невежа є головною постаттю у друкарській справі у московському царстві. У 1597 виходить його «Апостол» який, з мистецької точки зори, вважається найкращим. Гравюрний фронтиспис вперше на Московії підписаний друкарем-художником. Також вперше в історії цієї держави зазначено кількість тиражу, вона складала 1500 видань.
Андроник Невежа працював головним друкарем 35 років, за цей час він видавав Євангеліє, Часовники та інші книги.
У серпні 1600 року він видав «Минеи общей». Продовжили справу друкарства і обидва його синів: Іван та Олексій.
Наприкінці свого життя, Невежа відправився у Львів, місто де жили його вчителя. Причина переїзду залишається невідомою, але існує версія, що як і на Івана Федорова, на Невежу здійснювався політичний тиск. Львів був своєрідним притулком для східних друкарів. У Львові Андроник Невєжа працював при друкарні монастиря святого Онуфрія яку заснував або відновив його вчитель Іван Федоров. Там був похований і сам його вчитель, а після смерті там поховали і самого Невежу.

## Опис видань та праць
- «Псалтирь» 1568
- «Псалтирь» 1576
- «Триодь постную» 1589
- «Євангеліє» 1597
- «Апостол» 1597
- «Минеи общей» 1600

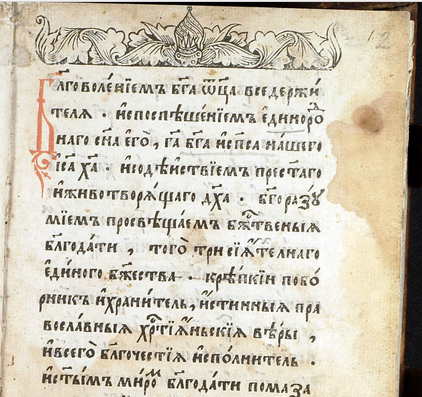
«Службовник» виданий 25 квітня, 1602 року. Ймовірна остання книга надрукована Андроником Невежею.

- «Чиновник архиерейский священного служения» 1600
- «Псалтирь» 1602
- «Службовник» 1602

## Вшанування пам'яті

Скульптурна група «Друкарі», одна з фігур відображає Андроника Невежу. Львів, Україна.

1977 року у Львові було відкрито пам'ятник трьом першедрукарям — Івану Федорову, Петру Мстиславцю та Андронику Невежі. Автор скульптури Галян Анатолій Васильович. Спочатку пам'ятник знаходився у дворі монастиря, але на початку 1990-тих років через конфлікт з монахами-василіянами був перенесений у двір до львівського Палацу Потоцьких навпроти Музею мистецтва давньої української книги.